# Кетте, Драготин
Драготи́н Ке́тте (словен. Dragotin Kette; 19 января 1876, Прем — 29 апреля 1899, Любляна) — словенский поэт, представитель словенского модерна.

## Биография
Родился в городке Прем (Внутренняя Крайна) в семье учителя (Франце Кетте, 1849—1891), часто переезжавшего из одного городка в другой на юго-западе Словении. Когда Драготину было два года, семья переселилась в Цоль при Випаве, спустя два года — в Загорье на Пивке[1], где от туберкулёза умерла его мать Aнна (Валенчич). Первые четыре класса школы посещал в Загорье, пятый класс — в Любляне.
В 1888 году поступил в люблянскую гимназию. Спустя два года перешёл в педагогическое училище для скорейшего получения специальности. В 1891 году после смерти отца опекуном Драготина стал дядя, Янез Валенчич, богатый купец из Трново, желавший, чтобы племянник стал священником. В 1893 году Кетте продолжил учёбу в гимназии, стал членом, а затем секретарём литературно-политического ученического общества Zadruga («Содружество»), в котором состояли также Йосип Мурн, Отон Жупанчич и Иван Цанкар; здесь читал свои стихи, готовил сообщения о литературе, ввел занятия по русскому языку, особенно близко сошёлся с Иваном Цанкаром.
Сатирические антиклерикальные стихи (1893—1894) оказались поводом для школьного ареста (на четыре часа) и плохой оценки по поведению, из-за чего дядя отказался в дальнейшем оказывать финансовую помощь. Не имея средств для оплаты учёбы, в 1895 году Кетте был исключён из шестого класса гимназии. Средства к существованию добывал частными уроками и журналистикой.
Осенью 1896 года при поддержке поэта И. Ресмана сдал экзамен для продолжения учёбы в седьмом классе гимназии в городе Ново-Место, после чего дядя возобновил финансовую помощь. Здесь Кетте основал литературное общество по примеру люблянского, которое, однако, в атмосфере страха перед школьными властями быстро распалось. Читал греческую, немецкую, латинскую, русскую поэзию, учил английский, итальянский, французский, русский языки, писал стихи, которые публиковал в периодическом издании Ljubljanski zvon («Люблянский колокол»).
В 1898 году окончил гимназию и отправился в Триест, куда был призван на воинскую службу, вскоре заболел туберкулёзом, был демобилизован и вернулся в Любляну, где в возрасте 23 лет умер в нищете у своего друга Йосипа Мурна. Похоронен на люблянском кладбище Жале рядом со своими друзьями — поэтами «словенского модерна».

## Творчество
В 8 лет написал первое стихотворение на именины отца. В мае 1896 года в издании Ljubljanski zvon было в первый раз опубликовано его стихотворение Na blejskem otoku(«На острове Блед»).
При жизни не вышло ни одной книги поэта. Сборник стихов, подготовленный А. Ашкерцем, вышел под названием Poezije («Поэзия») в 1900 году, в 1907 году вышло второе издание, исправленное и дополненное, с иллюстрациями М. Гаспари. Другие произведения (в том числе и письма) вышли 1940 году.
Кетте писал также краткую прозу и произведения для детей (басни, сказки, стихи для детей и рассказы), которые публиковал в журналах для детей Angelček («Ангелок») и Vrtec («Садик») под псевдонимом Siluška (Силушка) и в основном словенском периодическом издании Ljubljanski zvon («Люблянский колокол») под псевдонимом Mihael Mihajlov(Михаэль Михайлов), Zor (Зор) и Zvonoslav (Звонослав), эссе и очерки публиковал в издании Slovenec («Словенец»), любовную лирику — в хорватском издании Novа Nadа («Новая надежда»).
В лирике Кетте преобладают любовные и философские мотивы (пантеизм, иногда с элементами богоискательства). Стремясь к обновлению поэзии, Кетте освоил некоторые черты поэтики импрессионизма и символизма, став новатором в области стихосложения и реформатором поэтического языка, ввёл в него элементы народной поэтики, свободную ритмику, а также развил сложную стихотворную форму сонета, занимавшую центральное место в его творчестве (Кетте создал более 60 сонетов), а также газели, баллады, элегии.
В творчестве Кетте заметно влияние словенского фольклора и классической поэзии (Тассо, Гёте, Гейне, Прешерна), а также французского декадентства и символизма (Верлена, Метерлинка) и русской поэзии (А. С. Пушкина, И. А. Крылова, А. В. Кольцова, К. Н. Батюшкова, которых Кетте переводил на словенский язык). Из античной поэзии его привлекал Овидий (Кетте перевёл на словенский язык его Amores).
Произведения для детей переведены на чешский, хорватский, венгерский, македонский, словацкий, сербский языки.

## Память
Улицы в Брежице, Целе, Диваче, Домжале, Гросупле, Илирской Бистрице, Изоле, Камнике, Копере, Любляне, Мариборе, Постойне, Птуе, Рибнице, Сежане, Словенской Бистрице, Шмарье при Ельшах.
В городе Ново-Место именем Кетте названа аллея и фонтан, а также школа. Именем Кетте названа школа также в Илирской Бистрице. В Любляне одна школа носит имя Кетте и другого поэта словенского модерна Мурна.
Имя Кетте носит литературный клуб и мужской хор в Илирска-Бистрица, а также премия в области культуры этой общины.

### на русском языке
- М. Рыжова. Реализм, натурализм, модерн. — Словенская литература от истоков до рубежа XIX—XX веков = Slovenska književnost: Od začetkov do preloma XIX. in XX. stoletja. М.: Издательство Индрик, 2010.
- М. Рыжова Словенская литература на рубеже XIX—XX вв. — История всемирной литературы. Т.8. — 483—489. Москва, 1994.

### на словенском языке
- Silvo Fatur: Oče in sin in Zagorski zvonovi. Koper: Libris, 2005.
- Mimi Malenšek: Pojoči labodi. Ljubljana: Državna založba Slovenije, 1971. [biografski roman o Ketteju in Murnu]
- Juraj Martinović: Dragotin Kette. Ljubljana: Partizanska knjiga, 1978.
- Janez Mušič: Dragotin Kette. Ljubljana: Založba Mladika, 1993.
- Marjeta Žebovec: Slovenski književniki rojeni od leta 1870 do 1899: Dragotin Kette. Ljubljana: Karantanija, 2010.